# Sommet du G20 de 2021
Le sommet du G20 de 2021 est la seizième réunion du Groupe des vingt (G20). Il se tient les 30 et 31 octobre 2021 à Rome, au centre de congrès La Nuvola.

## Organisation

### Composition permanente
Le Groupe des vingt (G20), créé en 1999, est un forum intergouvernemental composé de dix-neuf des pays aux économies les plus développées et de l'Union européenne, dont les chefs d'État, chefs de gouvernement, ministres des finances et chefs des banques centrales se réunissant annuellement. Les vingt membres du G20 sont l'Afrique du Sud, l'Allemagne, l'Arabie saoudite, l'Argentine, l'Australie, le Brésil, le Canada, la Chine, les États-Unis, la France, l'Inde, l'Indonésie, l'Italie, le Japon, le Mexique, la République de Corée, le Royaume-Uni, la Russie, la Turquie et l'Union européenne . Ils représentent plus de 80 % du PIB mondial, 75 % du commerce mondial et 60 % de la population de la planète.

### Présidence 2021
Le sommet du G20 à Rome est présidé par Mario Draghi, Premier ministre d'Italie.

### Dirigeants présents

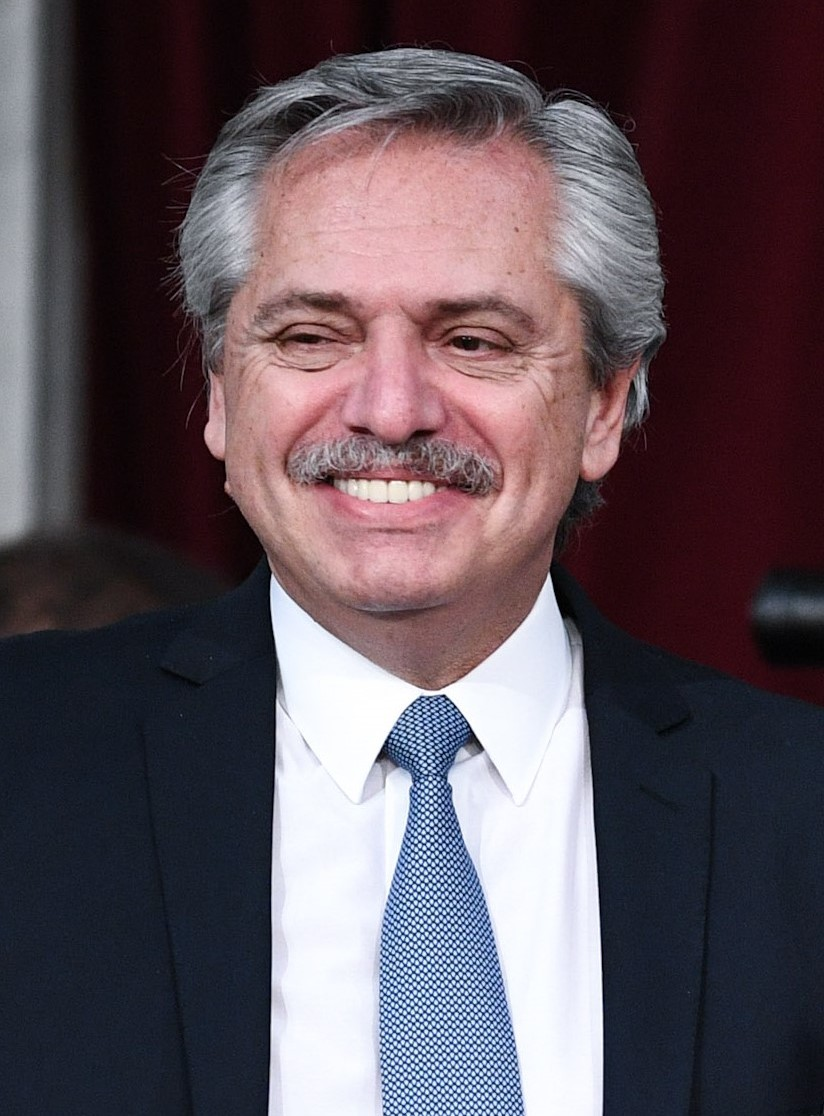
Argentine Alberto Fernández, président
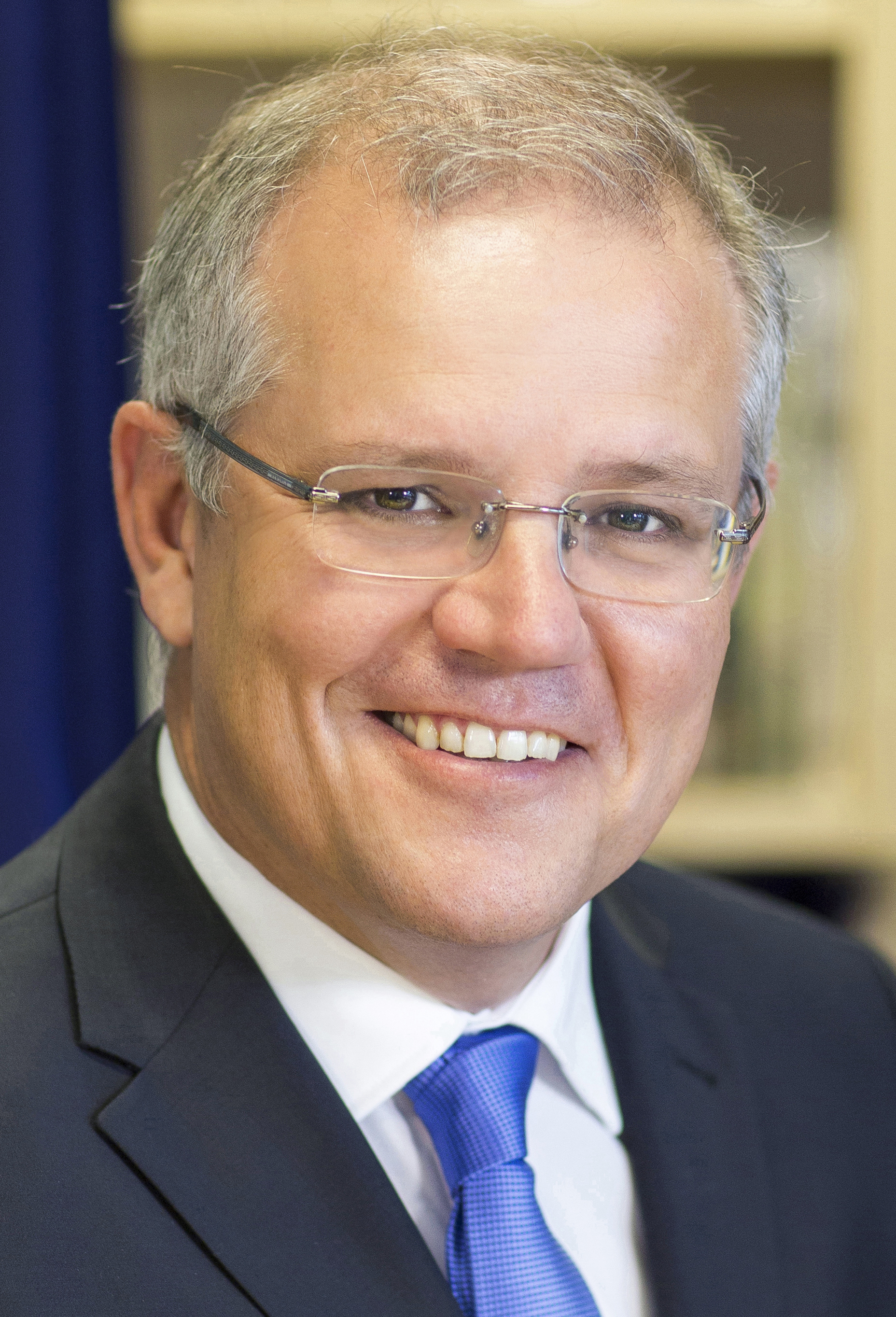
Australie Scott Morrison, Premier ministre
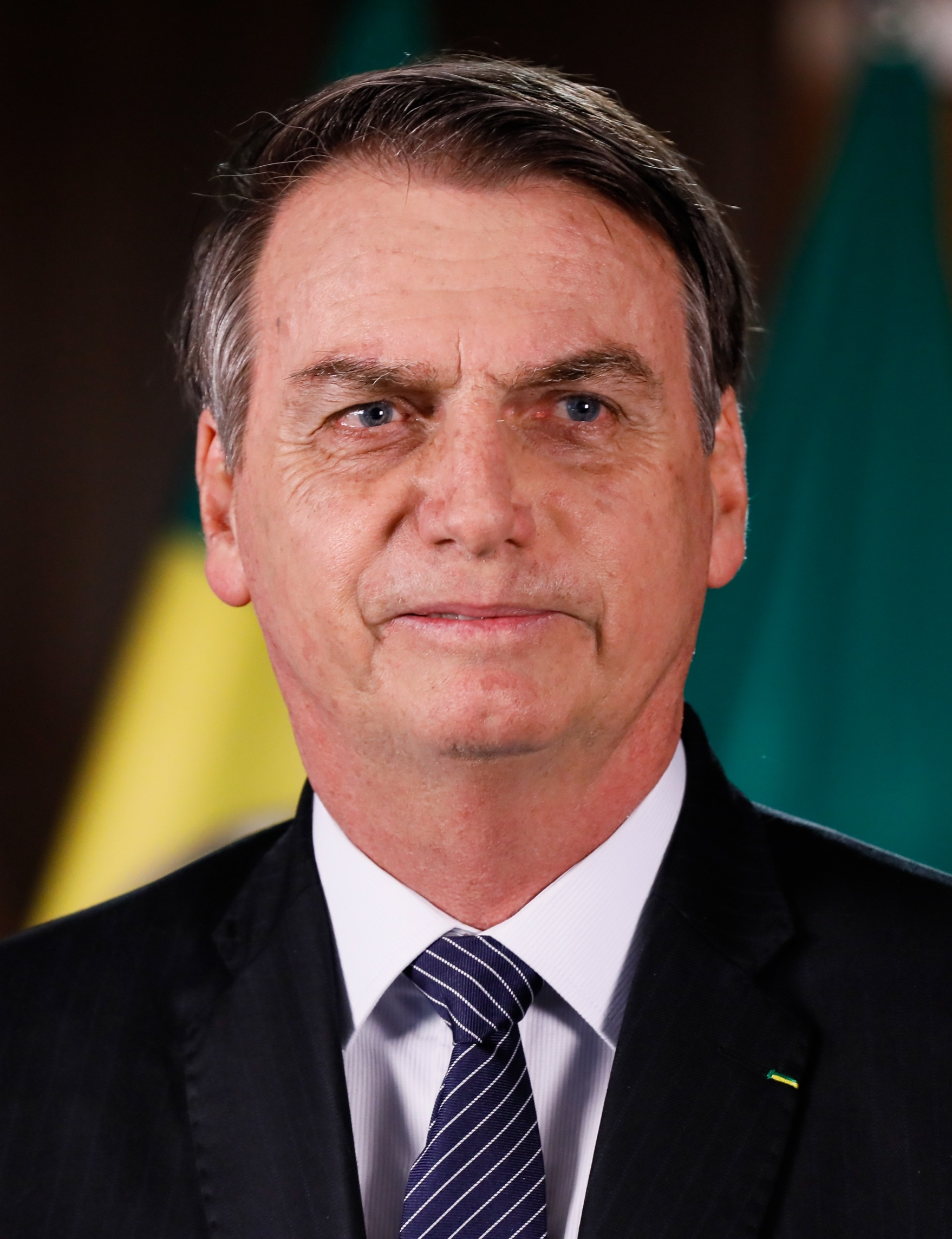
Brésil Jair Bolsonaro, président
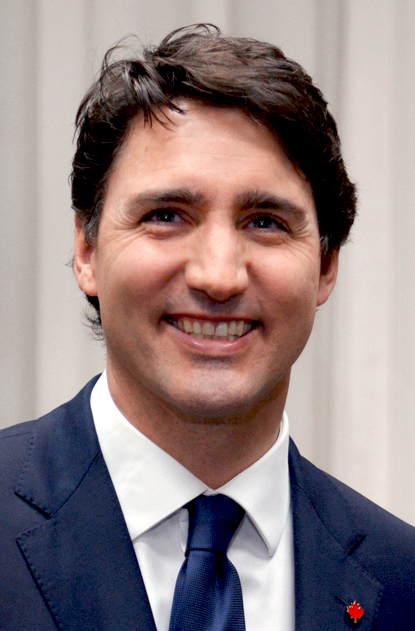
Canada Justin Trudeau, Premier ministre
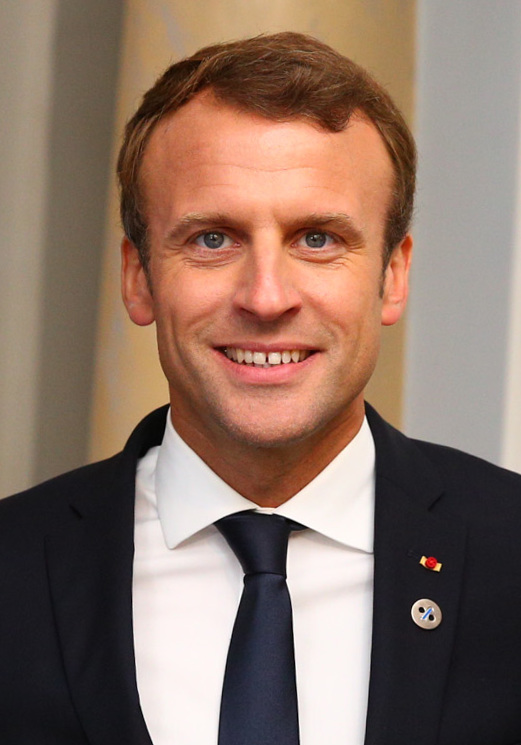
France Emmanuel Macron, président
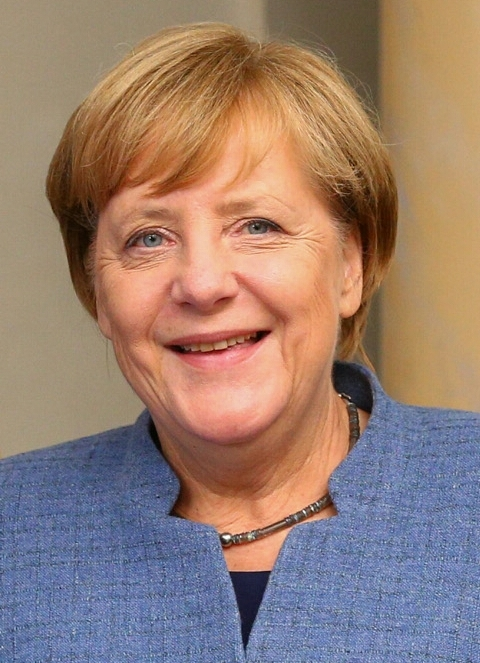
Allemagne Angela Merkel, chancelière
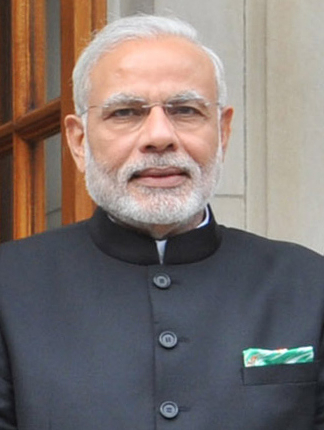
Inde Narendra Modi, Premier ministre
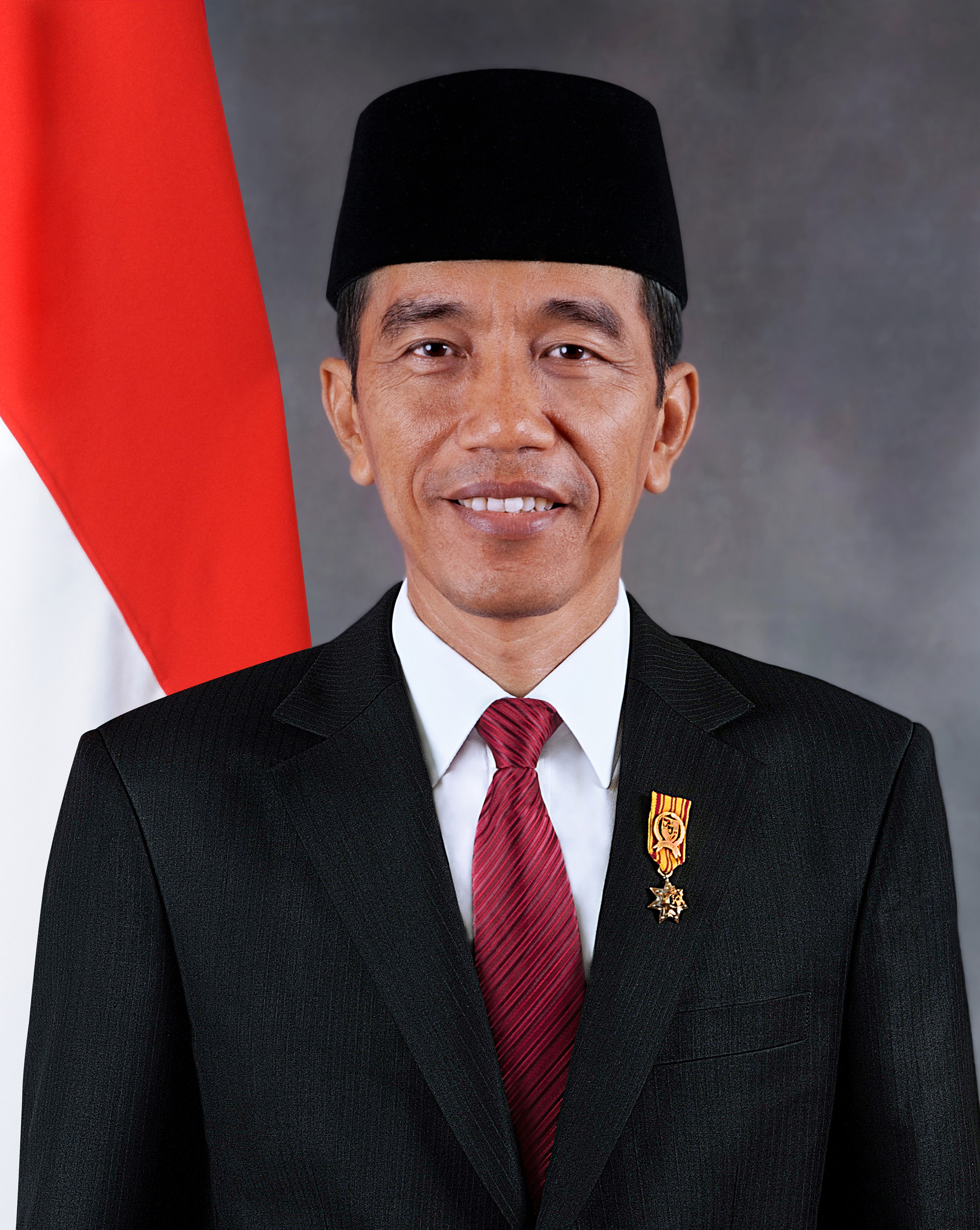
Indonésie Joko Widodo, président
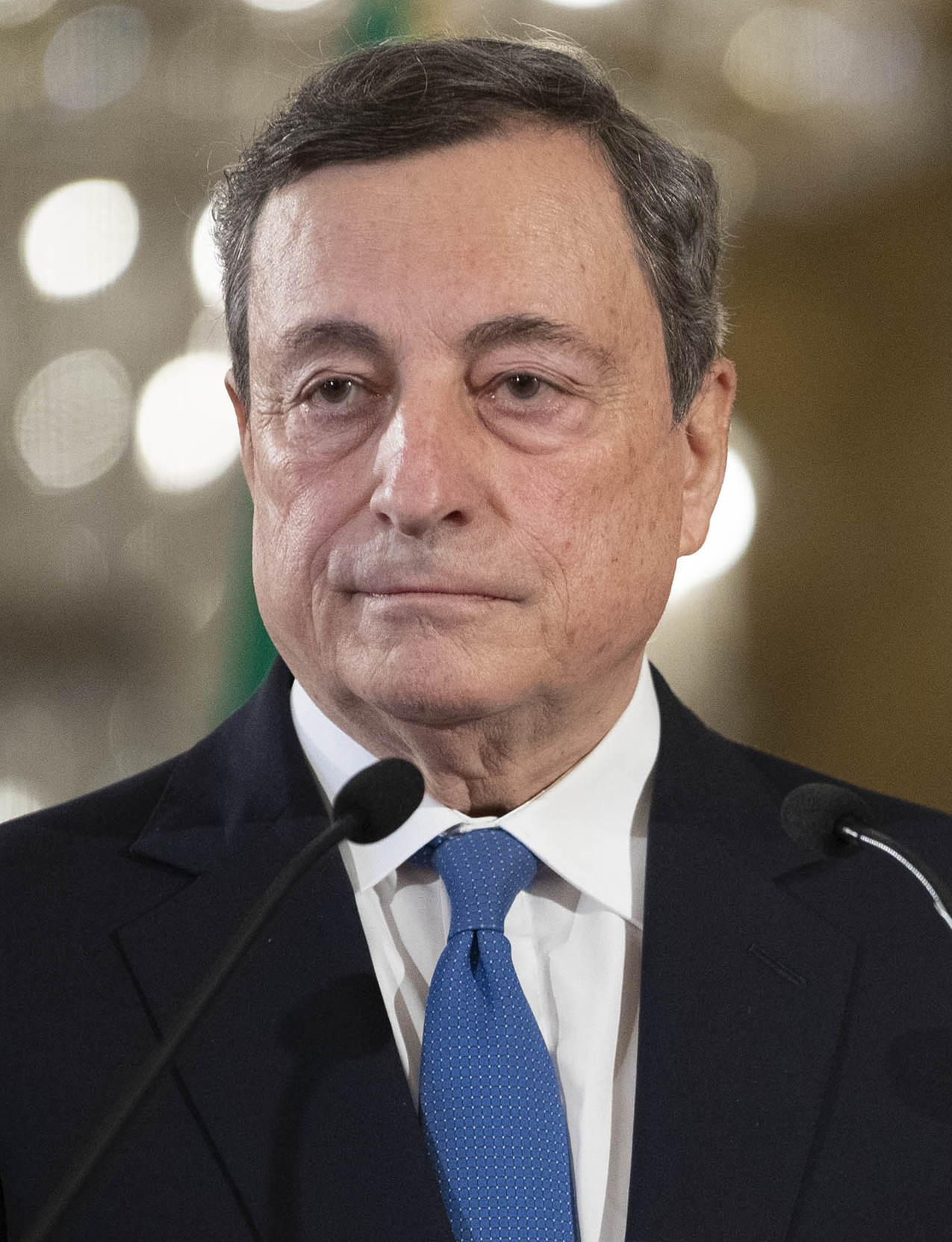
Italie Mario Draghi, Premier ministre (hôte)
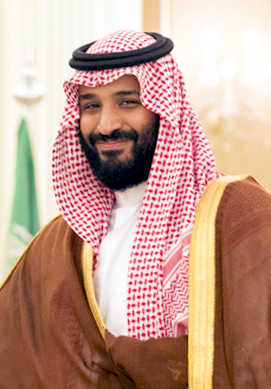
Arabie saoudite Mohammed ben Salmane, prince héritier
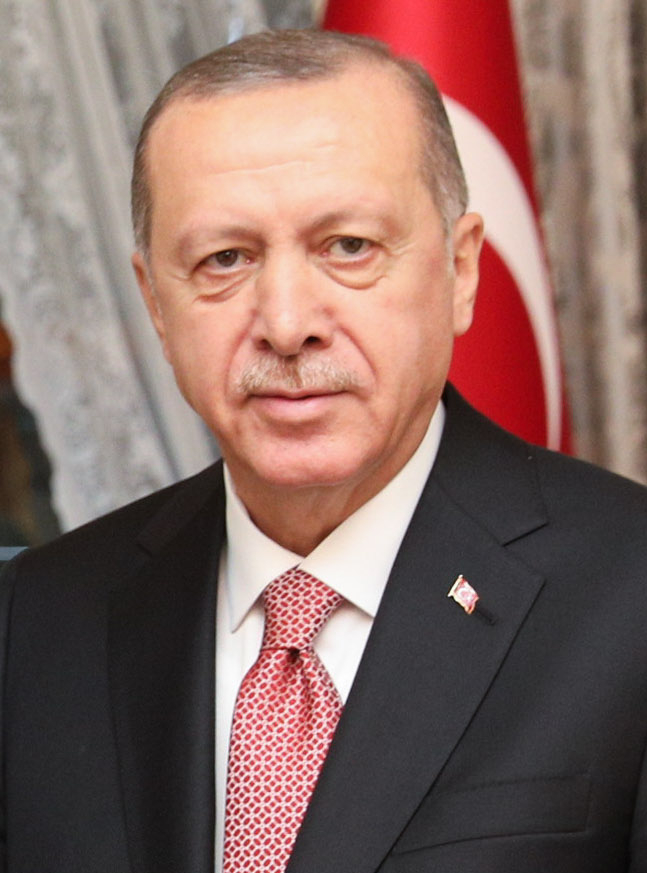
Turquie Recep Tayyip Erdoğan, président
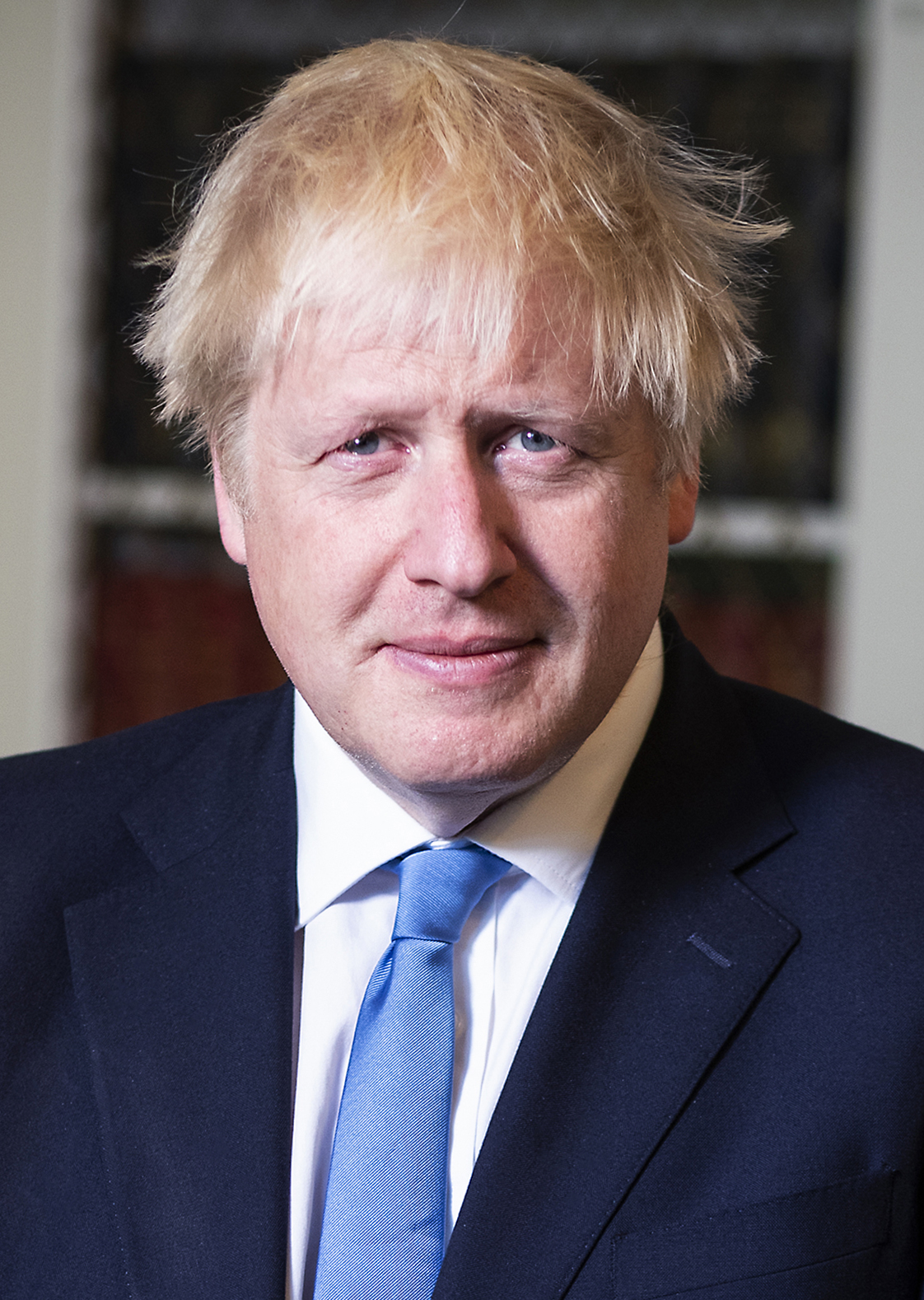
Royaume-Uni Boris Johnson, Premier ministre
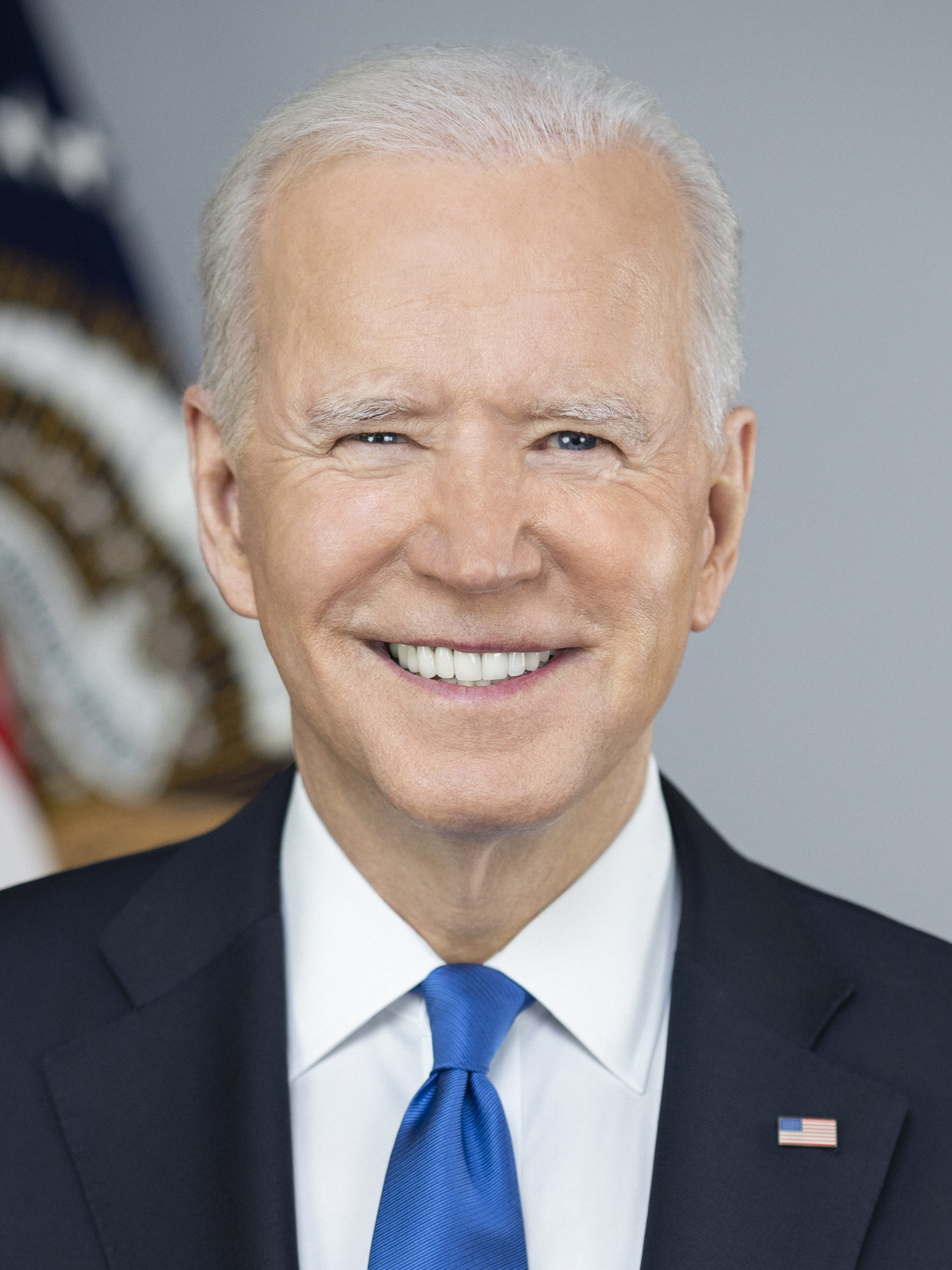
États-Unis Joe Biden, président
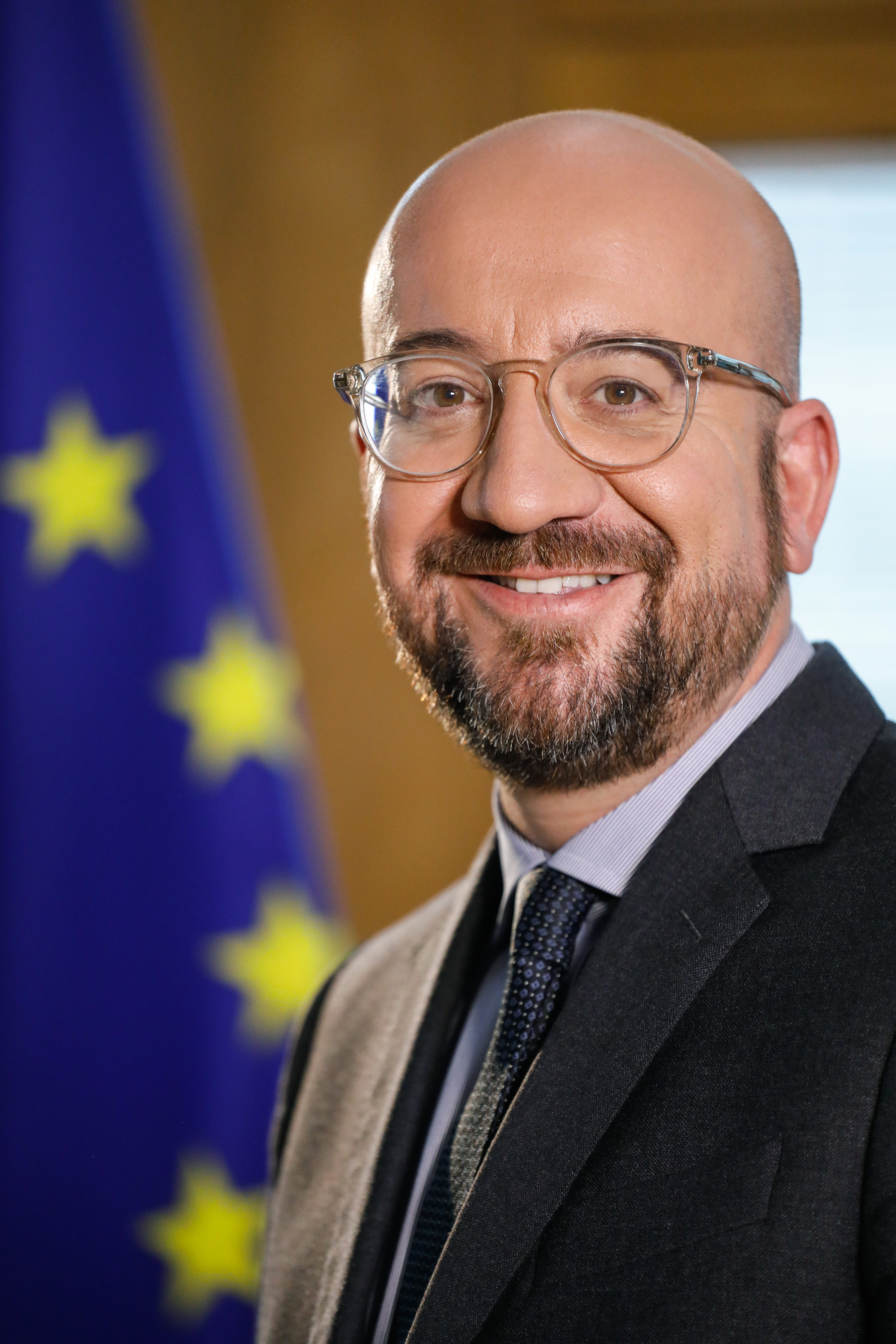
Union européenne Charles Michel, président du Conseil européen
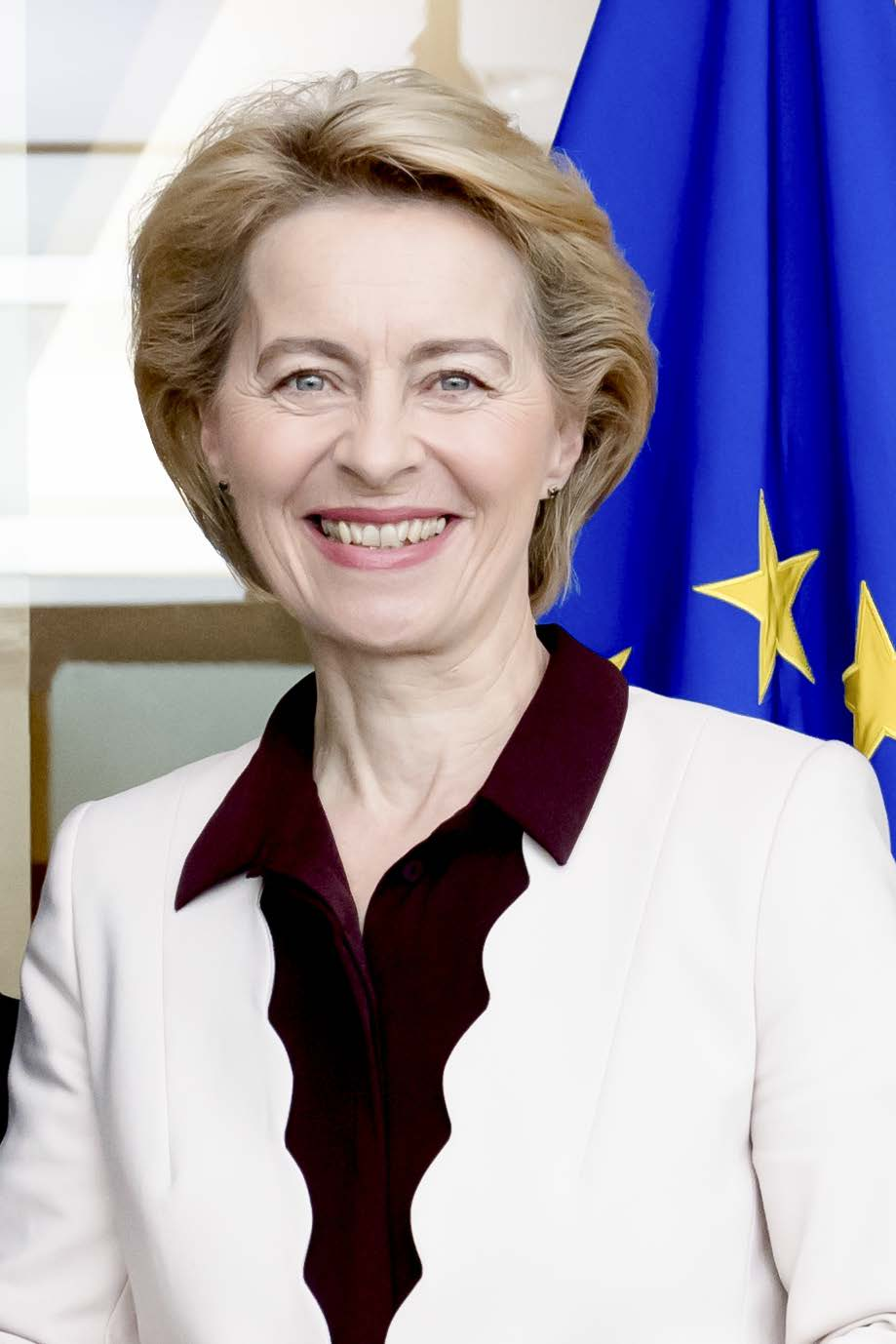
Union européenne Ursula von der Leyen, présidente de la Commission européenne

### Dirigeants invités
La présidence italienne du G20 a invité six autres dirigeants à participer au sommet : 
- Mark Rutte, Premier ministre des Pays-Bas (invité permanent) ;
- Pedro Sánchez, Premier ministre d'Espagne (invité permanent)[4] ;
- Félix Tshisekedi, Président de la république démocratique du Congo, invité en qualité de Président en exercice de l'Union africaine[5] ;
- Hassanal Bolkiah, Sultan, représentant de l'ASEAN[6] ;
- Paul Kagame, Président, représentant du NEPAD ;
- Lee Hsien Loong, Premier ministre de Singapour.

### Photo du groupe des participants

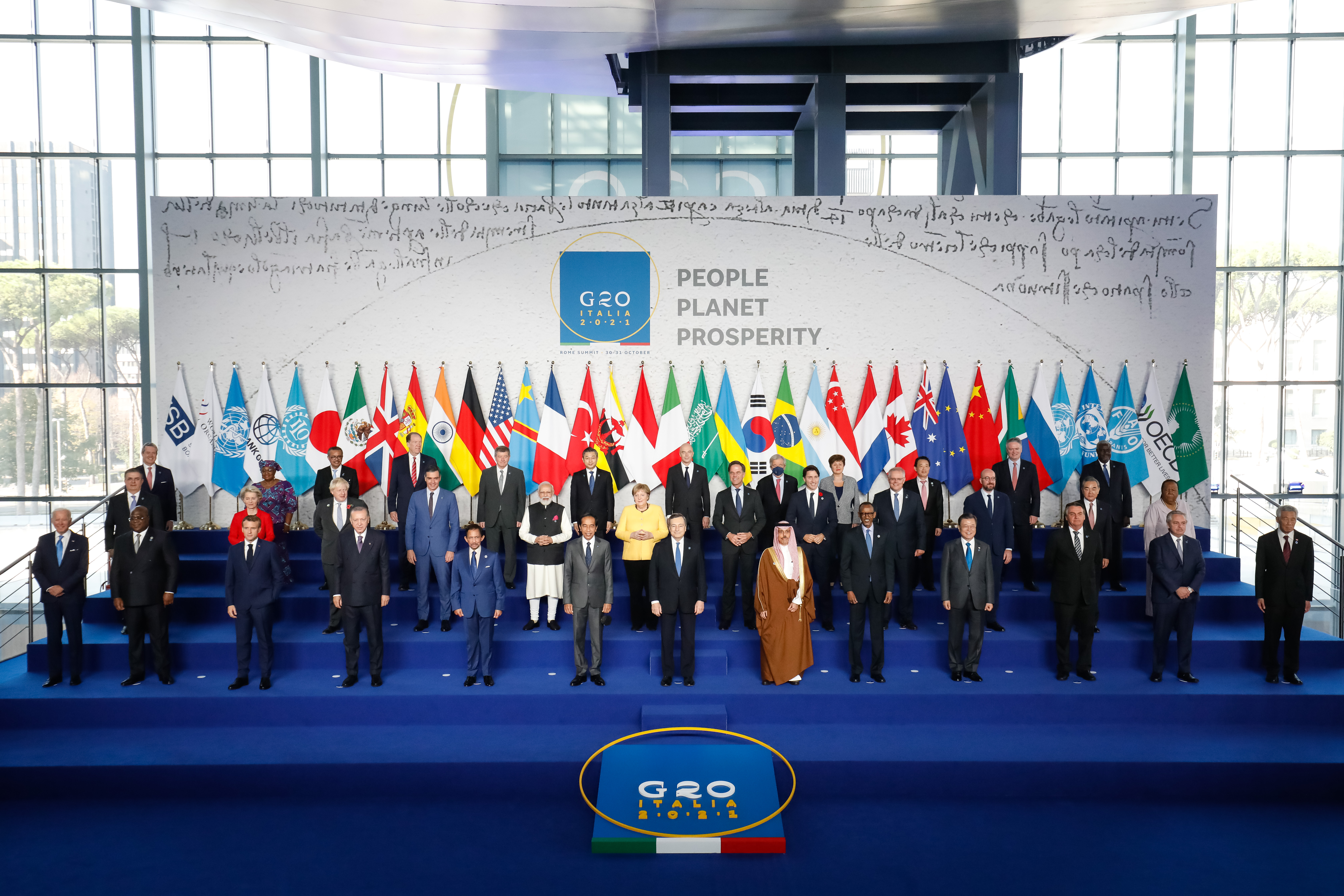
Photographie de groupe des participants.

- Premier rang (de gauche à droite) :

Joe Biden, président des US, Félix Tshisekedi président de la république démocratique du Congo (président de l’Union africaine), 
Emmanuel Macron, président de la France, 
Recep Tayyip Erdoğan, président de la Turquie, 
Hassanal Bolkiah, sultan du Brunei (ASEAN Chair), 
Joko Widodo président de l’Indonésie (nouvel hôte su sommet de 2022), 
Mario Draghi, premier ministre (PM) de l’Italie (Hôte), 
Faisal Al-Saud, ministre des affaires étrangères de l’Arabie-Saoudite (précédent hôte du sommet 2020), 
Paul Kagame, président du Rwanda (NEPAD chair: New Partnership for African Development), 
Moon Jae-in, président de la Corée-du-Sud
Jair Bolsonaro, président du Brésil, 
Alberto Fernández, président d’Argentine, 
Lee Hsien Loong, premier ministre de Singapour
- Rang du milieu (de gauche à droite) :

Marcelo Ebrard, ministre des affaires étrangères du Mexique, 
Ursula von der Leyen, président de la Commission européenne,
Boris Johnson, PM du Royaume-Uni,
Pedro Sanchez, PM d’Espagne, 
Narendra Modi, PM d’Inde, 
Angela Merkel, chancelière allemande, 
Mark Rutte, PM du Danmark,
Justin Trudeau, PM du Canada, 
Scott Morrison, PM d’Australie,
Charles Michel, président du Conseil européen, 
Wang Yi, ministre des affaires étrangères de Chine,
Naledi Pandor, ministre des affaires étrangères d’Afrique-du-Sud
- Dernier rang (de gauche à droite):

Randall Quarles, président du FSB,
Ngozi Okonjo-Iweala du Nigeria, Directeur du WTO, 
Tedros Adhanom, directeur général du WHO,
David Malpass, Directeur de la Banque mondiale,
Guy Ryder, directeur général de ILO,
Toshimitsu Motegi, ministre des affaires étrangères du Japon,
Anton Siluanov, ministre des finances de Russie, 
Antonio Guterres, secrétaire général des Nations-Unies, 
Kristalina Georgieva de Bulgarie, président de l’IMF (précédent président de la Banque mondiale),
Qu Dongyu, Directeur du FAO,
Mathias Cormann, Secrétaire général de l’OCDE, 
Moussa Faki Mahamat du Tchad, président de la Commission africaine.

### Dirigeants absents
L’absence de  Xi Jinping, président de la République populaire de Chine, qui n’est pas sorti de Chine depuis le 18 janvier 2020, est caractéristique de l’isolement de la Chine depuis le début de la crise sanitaire. Le président Xi Jinping s'est contenté d'un message écrit, posté sur le site de la conférence, aucune intervention par visioconférence ou message vidéo n'étant prévu pour les chefs d'Etat et de gouvernement, qui devaient venir s'exprimer sur place. L’émergence de nouveaux cas de Covid dans le pays et les décisions drastiques de confinement prises seraient en lien avec son absence, mais d’autres considérations géostratégiques sont probablement à prendre en compte. La Chine étant le premier émetteur de gaz à effets de serre, les accords conclus sur le climat risque d’être obérés sérieusement dans leur mise en œuvre.
Les présidents de la Russie, du Japon, du Mexique et de l’Afrique du Sud sont également absents.

### Organisations internationales
Sont membres permanents du sommet différentes organisations internationales : le Fonds monétaire international (FMI), la Banque mondiale, l'Organisation de coopération et de développement économiques (OCDE), l'Organisation mondiale du Commerce, l'Organisation internationale du travail, l'Organisation des Nations unies (ONU) et le Conseil de stabilité financière (CSF).

## Contexte et objectifs attendus

### Covid-19 et crise économique
La pandémie de Covid-19, provoquée par le coronavirus SARS-CoV-2 et apparue le 16 novembre 2019 à Wuhan, dans la province de Hubei (en Chine centrale), avant de se propager dans le monde a eu de profonds impacts sur la santé des peuples dans le monde entier. Elle a affecté les moyens de subsistance de ces peuples, les économies et le commerce international.
Si l'activité économique mondiale a repris à un rythme soutenu en 2021 grâce au déploiement des vaccins et au soutien constant mis en place par les différents états, cette reprise reste très inégale d'un pays à l'autre et au sein d'un même pays, de même que l'accès aux vaccins.

### Changement climatique: prélude à la COP 26
Le sommet intervient à la veille de la Conférence de Glasgow de 2021 sur les changements climatiques, ou COP26, qui se déroule du 1er au 12 novembre 2021. Les premiers signes sur d'éventuels progrès sont ainsi attendus lors de ce sommet, mais d'importants obstacles subsistent, le G20 étant divisé sur des questions telles que la sortie progressive du charbon et la limitation du réchauffement climatique à 1,5 degré Celsius, ce qui laissait peu de temps aux diplomates pour parvenir à un accord avant la tenue de ce sommet.

### Retour des Etats-Unis et tensions diplomatiques
La venue de Joe Biden, président des Etats-Unis, marque le « retour de l'Amérique » dans les sommets internationaux,  promis pendant la campagne victorieuse du démocrate contre Donald Trump. Elle s’inscrit toutefois dans un contexte de tensions avec ses propres alliés comme la France à propos de la crise des sous-marins australiens ou de l’Union européenne avec les droits de douane additionnels sur l’acier et l’aluminium.
La crise diplomatique qui oppose la France à l'Australie, et dans une moindre mesure les États-Unis d'Amérique et le Royaume-Uni, commence le 15 septembre 2021 après l'annulation abrupte d'une commande de douze sous-marins devant être construits en Australie par Naval Group et ses partenaires pour la marine australienne. Cette crise a notamment mené au rappel de l'ambassadeur de France aux États-Unis et de l'ambassadeur de France en Australie,.

## Résultats
Si certains dirigeants ou observateurs saluent des avancées indéniables au niveau mondial comme le nouveau cadre fiscal international, d’autres déplorent les faibles résultats dans des domaines majeurs notamment dans la lutte contre le changement climatique ou l’engagement vers les pays vulnérables, et ce à la veille de l’ouverture de la COP 26. Antonio Guterres, secrétaire général de l'ONU, résume ce sentiment mitigé dans sa déclaration sur Tweeter « Je salue l'engagement renouvelé du G20 en faveur de solutions au niveau mondial, mais je quitte Rome avec des espoirs déçus - même s'ils ne sont pas enterrés»,.

### Changement climatique: pas d’engagement précis

#### Limitations du réchauffement climatique
Le communiqué final du G20 réaffirme les objectifs de Paris signés par 195 pays plus l'Union européenne lors de Conférence de Paris de 2015 sur les changements climatiques (COP21) et fixant comme objectif une limitation du réchauffement mondial entre 1,5 °C et 2 °C d’ici 2100 par rapport aux niveaux préindustriels. Il insiste toutefois sur le fait que « conserver (l'objectif de) 1,5 °C à portée nécessitera des actions et des engagements significatifs et efficaces de tous les pays ». Mais les engagements précis notamment en ce qui concernent les engagements nationaux sur le charbon ne sont pas précisés. Beaucoup de pays, notamment émergents, restent très dépendants de cette source pour leur production électrique, a fortiori dans le contexte actuel de crise énergétique mondiale. Aucun objectif précis n’est non plus donné pour atteindre la neutralité carbone. Le G20 évoque seulement le « milieu du siècle ». Un horizon moins précis que l'horizon de 2050 voulu notamment par la présidence italienne du G20. De même l'aide climatique aux pays pauvres n'est pas au niveau des objectifs attendus. L'engagement des plus riches de 100 milliards de dollars par an à partir de 2020 ne sera pas tenu... avant 2023,.
Vladimir Poutine déclare par vidéo que « pour régler le problème du réchauffement climatique, il ne suffit pas simplement de réduire les émissions. Il faut augmenter l'absorption des gaz à effet de serre. La Russie, comme un certain nombre d'autres pays, a des possibilités colossales pour le faire : c'est le potentiel absorbant de nos forêts, de notre toundra, des terres agricoles, de nos mers et marécages ».
Xi Jinping a de son côté plaidé pour « le principe de responsabilités communes mais différenciées » dans le réchauffement climatique.

#### Financement climatique à destination des pays en développement
Lors de la COP de 2009 qui s’est tenue à Copenhague, l’ensemble des parties s’étaient engagées à mobiliser 100 milliards de dollars par an (environ 86 milliards d’euros), dès 2020, pour aider les pays en développement à faire face au dérèglement climatique. Cet objectif est devenu la base de la confiance entre États et l’un des moteurs de l'action climatique,  reflétant des questions d’équité, alors que les pays en développement sont en première ligne d’un réchauffement climatique dont ils ne sont pas historiquement responsables.
Un rapport publié par l’OCDE en 2020 montre que cet objectif ne serait pas atteint en 2020. Les financements climatiques publics des pays développés ont atteint en 2018 62.2 milliards USD en 2018 : 32.7 milliards USD sont des financements bilatéraux (en hausse de 21 % par rapport à 2017), et 29,6 milliards USD, des financements multilatéraux attribués aux pays développés (plus 8 % comparé à 2017). Le montant des financements climatiques de sources privées est resté quasiment inchangé en 2018, s’établissant à 14,6 milliards USD contre 14,5 milliards USD l’année d’avant. Avec 2,1 milliards USD, les crédits à l’exportation liés au climat représentent moins de 3 % du total. Au cours de la période 2016-18, c’est l’Asie qui a reçu la plus grande partie des financements climatiques (43 %), devant l’Afrique (25 %) et les Amériques (17 %). Un nouveau rapport publié le 25 octobre 2021, en préambule à la COP 26 de Glasgow confirme cet état de fait mais nuance la situation car l’objectif serait en fait atteint en 2023 et dépassé en 2024 et 2025,,.
Pour confirmer cet objectif, les pays du G20 s'engagent à reverser aux pays vulnérables 100 milliards de dollars sur le montant global de 650 milliards de dollars de droits de tirage spéciaux (DTS) émis par le Fonds monétaire international (FMI).  Une décision d’intention qui fait suite à la déclaration de La France s’est engagée à « réorienter 20 % de l’argent qu’elle reçoit du FMI vers le continent africain » et du Canada de faire de même.
Les Droits de tirage spéciaux (DTS) sont un instrument monétaire international créé par le FMI en 1969 pour compléter les réserves officielles existantes des pays membres. Le 2 août 2021, le conseil des gouverneurs du FMI a approuvé une allocation générale de DTS équivalant à 650 milliards de dollars (environ 456 milliards de DTS), en vue d’accroître les liquidités dans le monde pour affronter la crise causée par la pandémie. C’est la plus grosse allocation depuis la création de ce fonds (9,3 Md$ pour la période 1971-1972, 12,1 Md$ pour la période 1979-1981, 183 Md$ en 2009). Or ces DTS sont répartis en fonction des quotes-parts de chaque pays au FMI : le plus gros va aux pays les plus riches . Sur le papier, l’Afrique ne bénéficierait ainsi que de 34 milliards de dollars. Les ministres des Finances du G20 ont approuvé lors de leur dernière réunion à Washington à la mi-octobre l’initiative du FMI. Avec l’engagement des dirigeants du G20, un rééquilibrage devrait être mis en place. 143 milliards de dollars de DTS seraient ainsi affectés aux pays en développement, mais les ministres des Finances du G20 n’ont pas précisé le montant qui leur serait redistribué.

#### Neutralité carbone: «d'ici ou aux alentours de la moitié du siècle»
Pour le GIEC, la neutralité carbone, ou émissions nettes de CO2 égales à zéro, est la « situation dans laquelle les émissions anthropiques nettes de CO2 sont compensées à l'échelle de la planète par les éliminations anthropiques de CO2 au cours d'une période donnée ». L’accord de Paris sur le climat de 2015 fixe 2050 comme date butoir pour parvenir à la neutralité carbone,.
Dans la déclaration finale du G20, la date de 2050 a été supprimée du texte de départ au profit d'un terme plus vague « d'ici ou aux alentours de la moitié du siècle ». Une manière de satisfaire notamment la Chine qui s'est engagée seulement sur 2060, tandis que la Russie et l'Inde, deux autres gros pollueurs, n'ont pris aucune décision sur ce sujet .

### Fiscalité: Un nouveau cadre fiscal international
Au début du mois d’octobre 2021, un accord politique est intervenu entre 136 pays et juridictions, représentant plus de 94 % du PIB mondial, sur une réforme majeure du système fiscal international permettant  de réattribuer à des pays du monde entier plus de 125 milliards USD de bénéfices d’environ 100 entreprises multinationales parmi les plus grandes et les plus rentables au monde, de sorte que ces entreprises acquittent leur juste part de l’impôt quelles que soient les juridictions où elles exercent leurs activités et réalisent des bénéfices. Quatre pays – le Kenya, le Nigéria, le Pakistan et le Sri Lanka – n’ont pas joint la Déclaration.
La solution repose sur deux axes, comportant, de manière très simplifiée, les dispositions suivantes :
- les droits d’imposition de 10 % du bénéfice résiduel des plus grandes et plus rentables entreprises multinationales seraient réattribués aux juridictions dans lesquelles les clients et les utilisateurs de ces entreprises se situent. Un seuil plus bas est fixé pour réattribuer les bénéfices aux petites économies en développement ;
- un impôt minimum mondial de 15 % est appliqué à toutes les entreprises multinationales qui réalisent un chiffre d'affaires annuel supérieur à 750 millions d’euros.

Cette solution est présentée en amont de la réunion des ministres des Finances du G20 à Washington le 13 octobre 2021 puis validée lors du Sommet des dirigeants du G20,
.

### COVID-19: vers un traité international sur les pandémies
Lors de l'Assemblée mondiale de la santé du 31 mai 2021, les 194 membres de ont adopté, la décision d'examiner un nouveau traité international sur les pandémies lors d'une session extraordinaire qui se tiendrait en novembre 2021. Dans ce cadre, le Conseil de l’Union européenne a adopté, le 20 mai 2021, une décision visant à soutenir l'ouverture de négociations concernant un tel traité international visant à renforcer la sécurité sanitaire mondiale . Le Secrétaire général de l'ONU a émit en vœu similaire. I
Afin d'assurer un financement approprié, durable et mieux coordonner la mise en œuvre d’un tel traité, la création du groupe de travail conjoint du G20 sur les financements et la santé a été proposée par les ministres de la santé et des finances du G20 à la veille du sommet et validé par les dirigeants du G20 lors du sommet.

### Économie

#### Fin des droits de douane sur l’acier
En juin 2018, l’administration Trump imposait des droits de douane additionnels de 25 % sur l’acier et de 10 % sur l’aluminium de plusieurs régions du monde, de la Turquie à la Chine en passant par le Canada, le Mexique et l’Union européenne arguant de la nécessité de protéger la sécurité nationale. Trois semaines après, la Commission européenne répliquait en portant plainte auprès de l'Organisation mondiale du commerce et en taxant les motos, les jeans (dont les Levi’s), ou encore le tabac, le maïs, le riz ou le jus d’orange en provenance des États-Unis. Ces mesures qui devaient entrer en vigueur le 1er décembre sont levées à la suite de la signature le 30 octobre 2021 d’un accord pour lever ces droits de douane additionnels sur les importations européennes d’acier et d’aluminium. Cet accord est qualifié d’« historique », par la secrétaire américaine au commerce, Gina Raimondo.

## Réunions bilatérales
En marge du sommet, de nombreuses réunions bilatérales ont eu lieu. 

### Réunions avec Charles Michel
Charles Michel, président du Conseil européen, a tenu des réunions avec d'autres dirigeants mondiaux : Narendra Modi, Premier ministre indien, Lee Hsien Loong, Premier ministre de Singapour, Paul Kagame, président du Rwanda et président du NEPAD, Tedros Adhanom Ghebreyesus, directeur général de l'Organisation mondiale de la santé, Alberto Fernández, président de l'Argentine, Scott Morrison, Premier ministre australien, Angela Merkel, chancelière allemande, Joko Widodo, Premier ministre indonésien, Recep Tayyip Erdoğan, président de la Turquie.
De même le président Michel et la présidente von der Leyen ont participé à une réunion informelle des dirigeants de l'Union européenne et de l'Union africaine présents au sommet, organisée par le président français Emmanuel Macron.